# 前粉嶺裁判法院

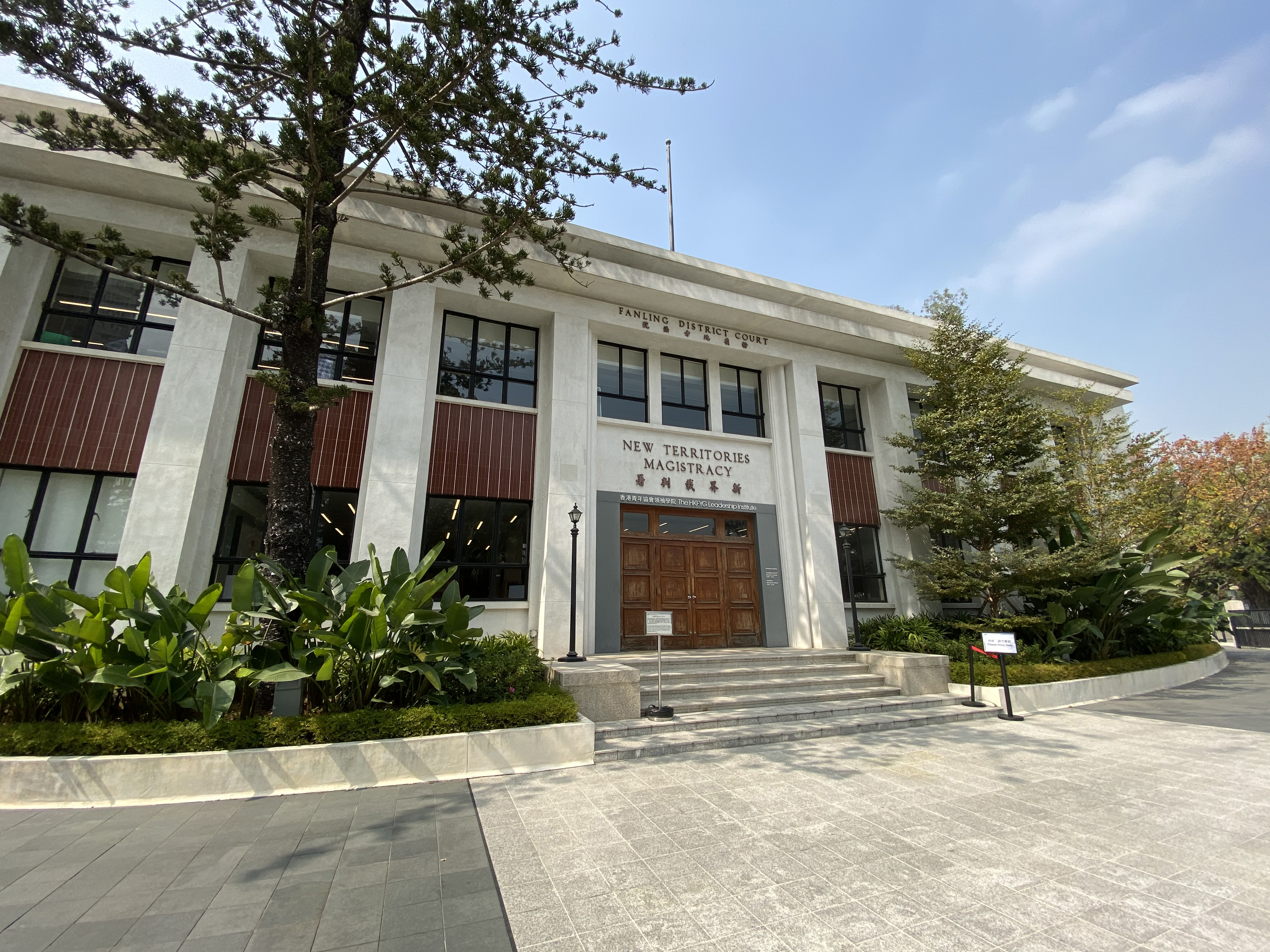
前粉嶺裁判法院（2021年）

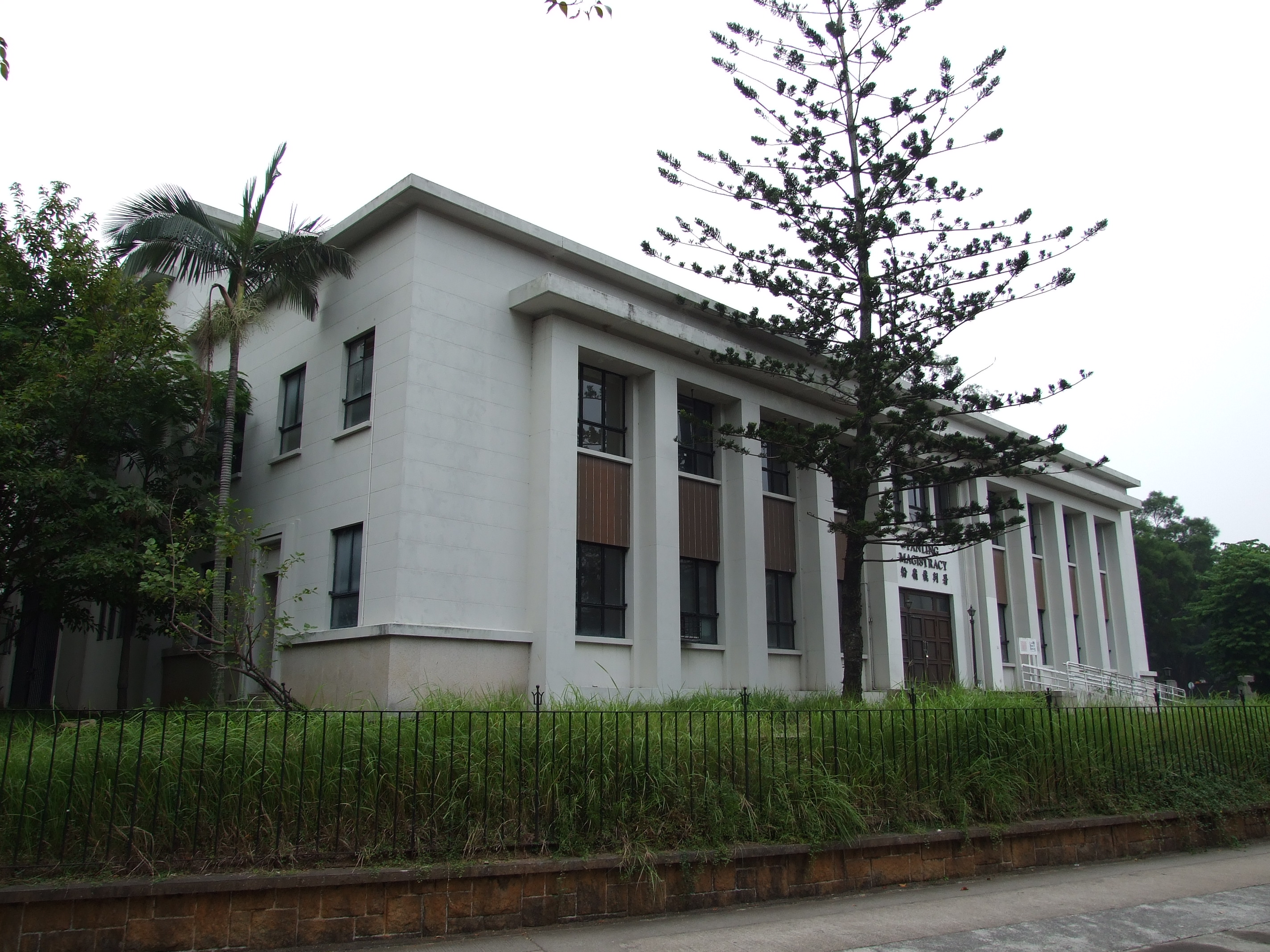
活化前的前粉嶺裁判法院（2006年）

前粉嶺裁判法院（英語：Former Fanling Magistracy；案号代码F）位於新界粉嶺馬會道302號，主樓建於1960年，到了2002年，因法院的設施不足以應付現今法庭運作的需要，政府將法院遷往附近的新法院大樓，舊法院自此丟空。2009年，法院被發展局列入第二期活化計劃，邀請社會企業使用法院大樓建築物。法院大樓的興建見證香港司法制度的發展，擁有一定歷史價值，於2010年被古物古蹟辦事處列為香港三級歷史建築，之後活化為「香港青年協會領袖學院」，在2019年3月31日正式開幕。

## 歷史背景

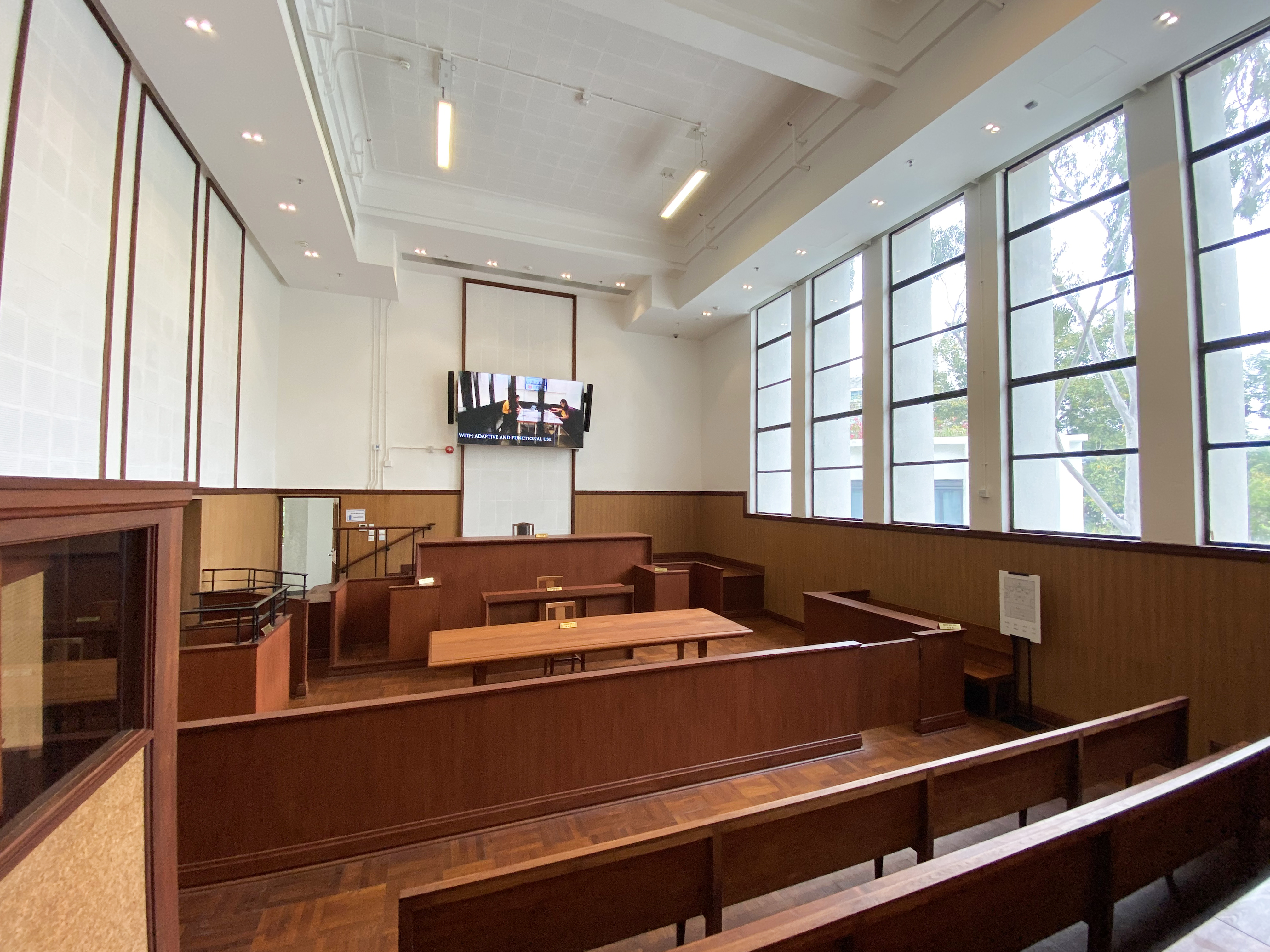
2號法庭保留了原本的面貌（2021年）

### 設立地方法院
自1899年英國正式接管新界後直至二次大戰前的一段時間，香港政府並沒有在新界設立英式司法系統。新界鄉村、宗族及家庭的糾紛，大多是沿用中國傳統方式，由地方鄉親父老調解，又或者前往位於南頭的中國官府解決紛爭。另一方面，部分司法權力則下放到新界的理民官（District Commissioners/ District Officers），主理當地的小額錢債法庭和田土法庭，在元朗屏山及大埔的理民府充當警察裁判官（Police court magistrates）的角色。遇上其他嚴重的案件，則交由九龍裁判法院審理，因此新界一直未有設立正式的法院大樓。
直到1950年代後期，為應付新界的發展，政府決定劃一市區及新界的管治架構，開始將理民官先前履行的職務轉移至各專業司法部門。1961年，政府通過新法例，把最高法院和地方法院的民事司法管轄權擴大至新界地區，將一直由理民官所兼任的司法職能移交至地方法院。1961年9月2日，前粉嶺裁判法院啟用，是第一個在新界興建的裁判法院，為北區居民提供服務。

### 法院搬遷
法院最初只設有兩個法庭，隨著新界急促發展，前粉嶺裁判法院漸不敷應用，當局於1983年及1997年分別在大樓旁加建臨時建築物，增設兩個法庭、辦事處及當值律師辦事處。另在1980年代，當局分別在沙田和屯門興建兩幢裁判法院，以應付日益繁重的工作量。然而，前粉嶺裁判法院仍欠缺必要的設施，如公眾諮詢室、公眾證人室、律師和記者專用的設施等，不足以應付現今法庭運作的需要，政府遂決定在舊法院附近興建新法院大樓。2002年，新粉嶺法院大樓啟用，舊法院便開始空置。期後空置的大樓成為電影、電視劇拍攝勝地，其中為人熟悉的是無間道II的警署場景。

### 近期發展

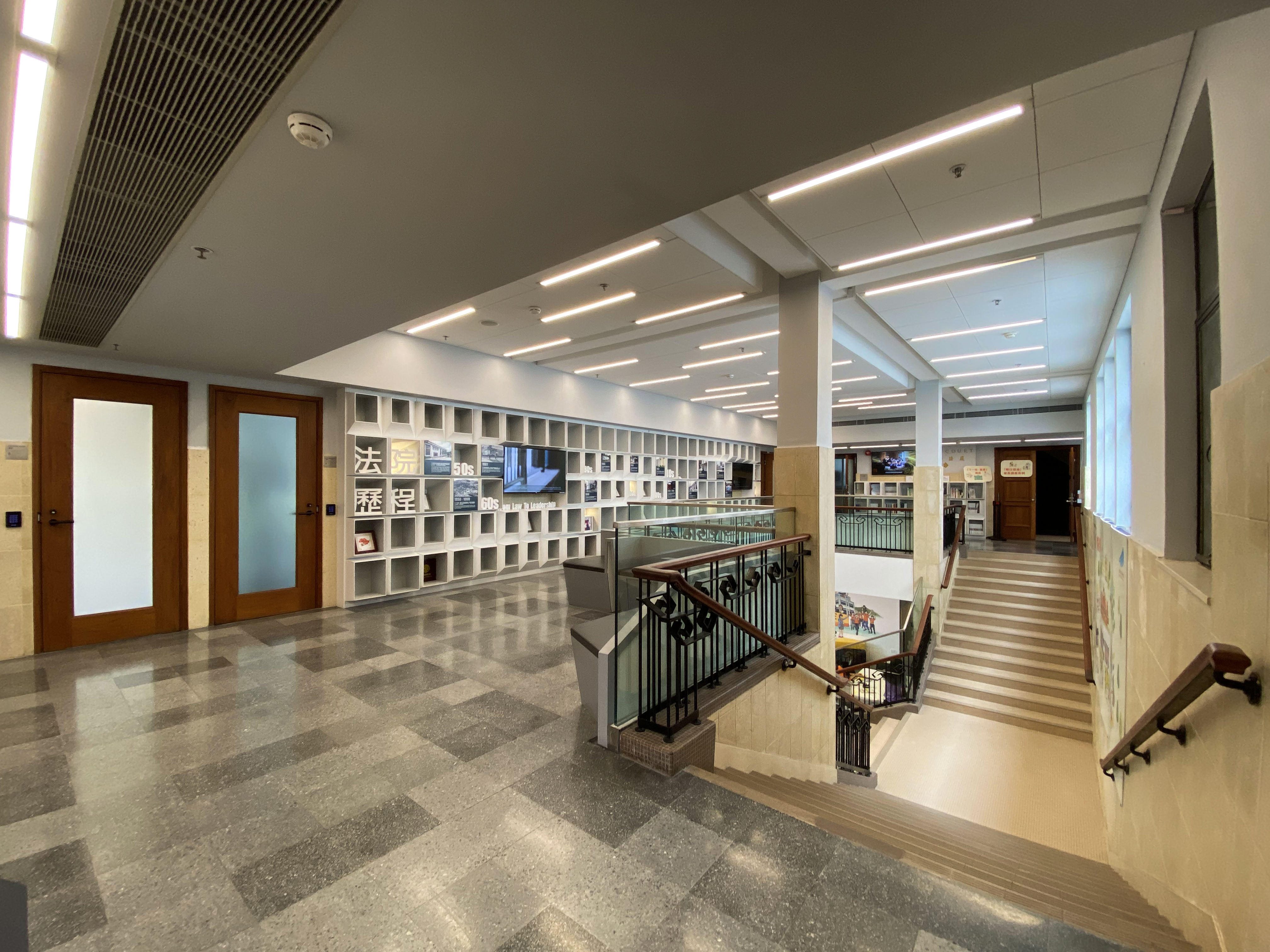
活化後的1樓，地台保留水磨石磚（2021年）

2009年發展局局長林鄭月娥宣布將法院大樓列入第二批活化的建築名單，邀請社會企業活化使用法院大樓建築物。發展局建議中標機構活化時須保留法院的基本面貌，例如法院內的牆磚、樓梯的扶手部份，天台上的旗杆及法院內的天井；還要求法院內必須保留法院內兩間法庭的其中一間，以及至少保留位於地下4間羈留所的一間，並且包括室內的全套配置。另外，發展局還要求申請團體拆除1997年加建的當值律師辦事處，以方面市民觀看裁判法院的全景。其後卻宣佈有關的申請書未能符合「活化計劃」要求，故未被納入第二期活化計劃。前粉嶺裁判法院在第三期活化計劃，由香港青年協會投得改建為青年培訓中心，在2019年3月31日正式開幕，同年4月起設免費導賞團服務，接受市民及團體預約參觀。

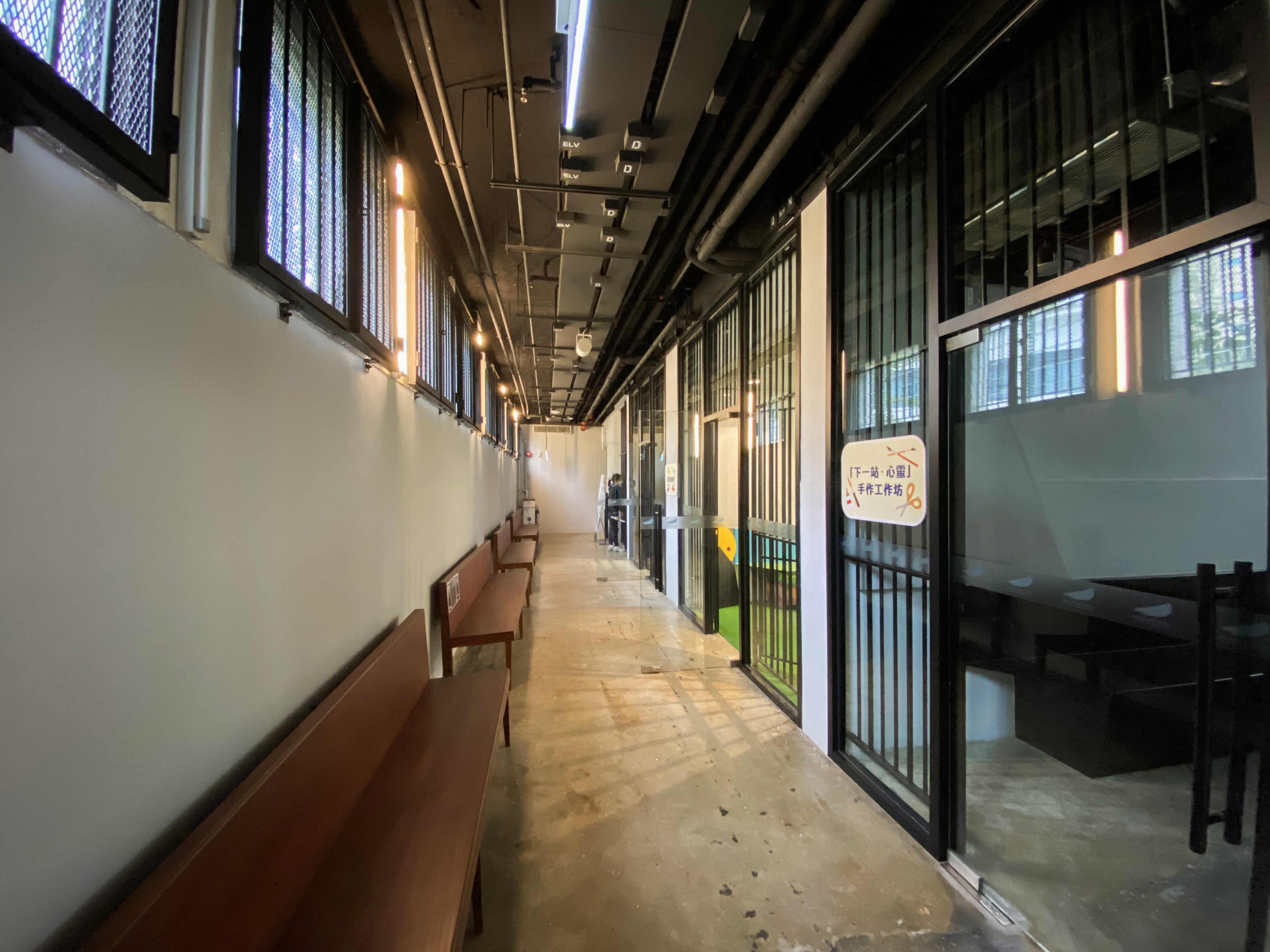
地下羈
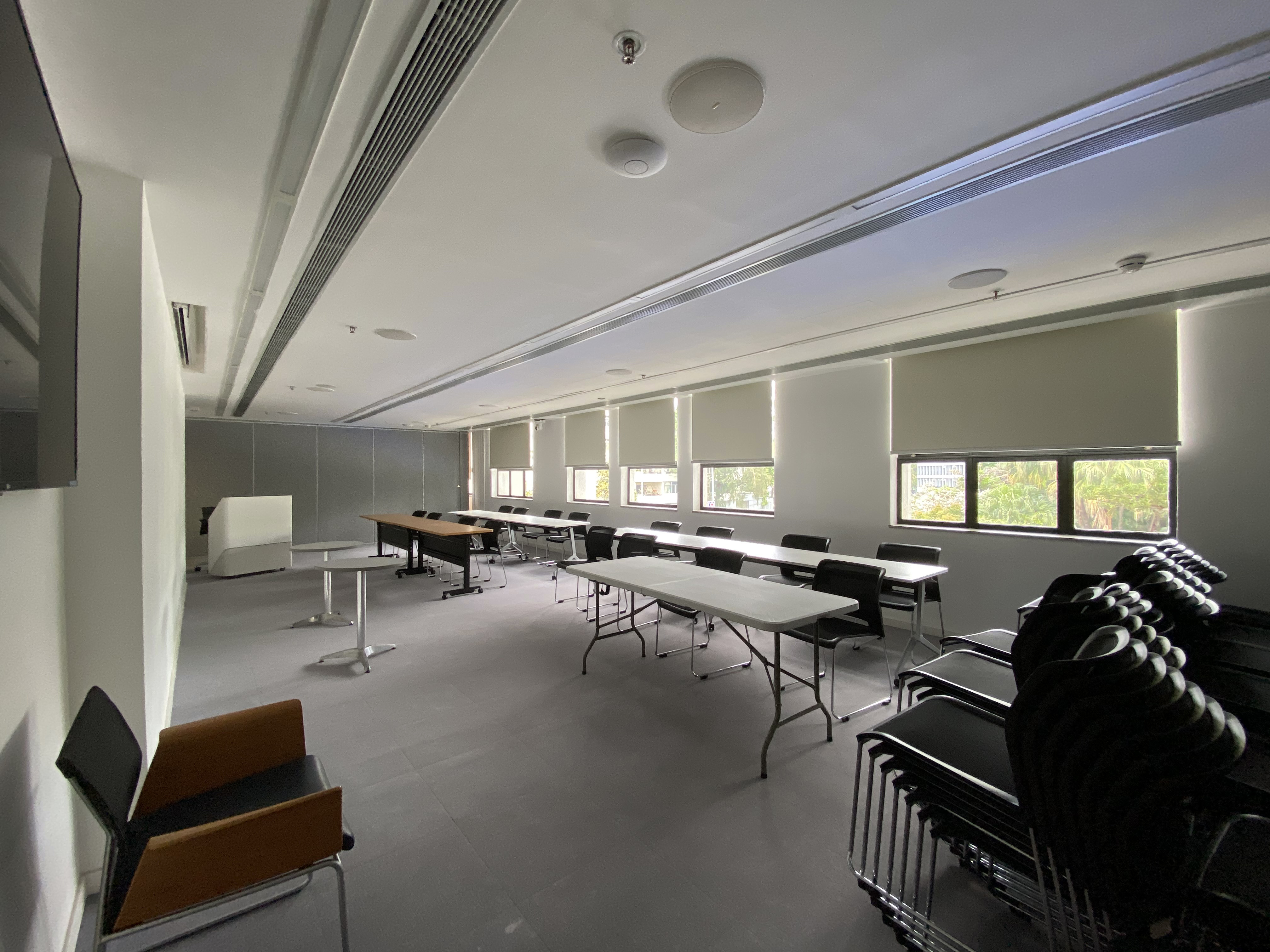
1樓演講室
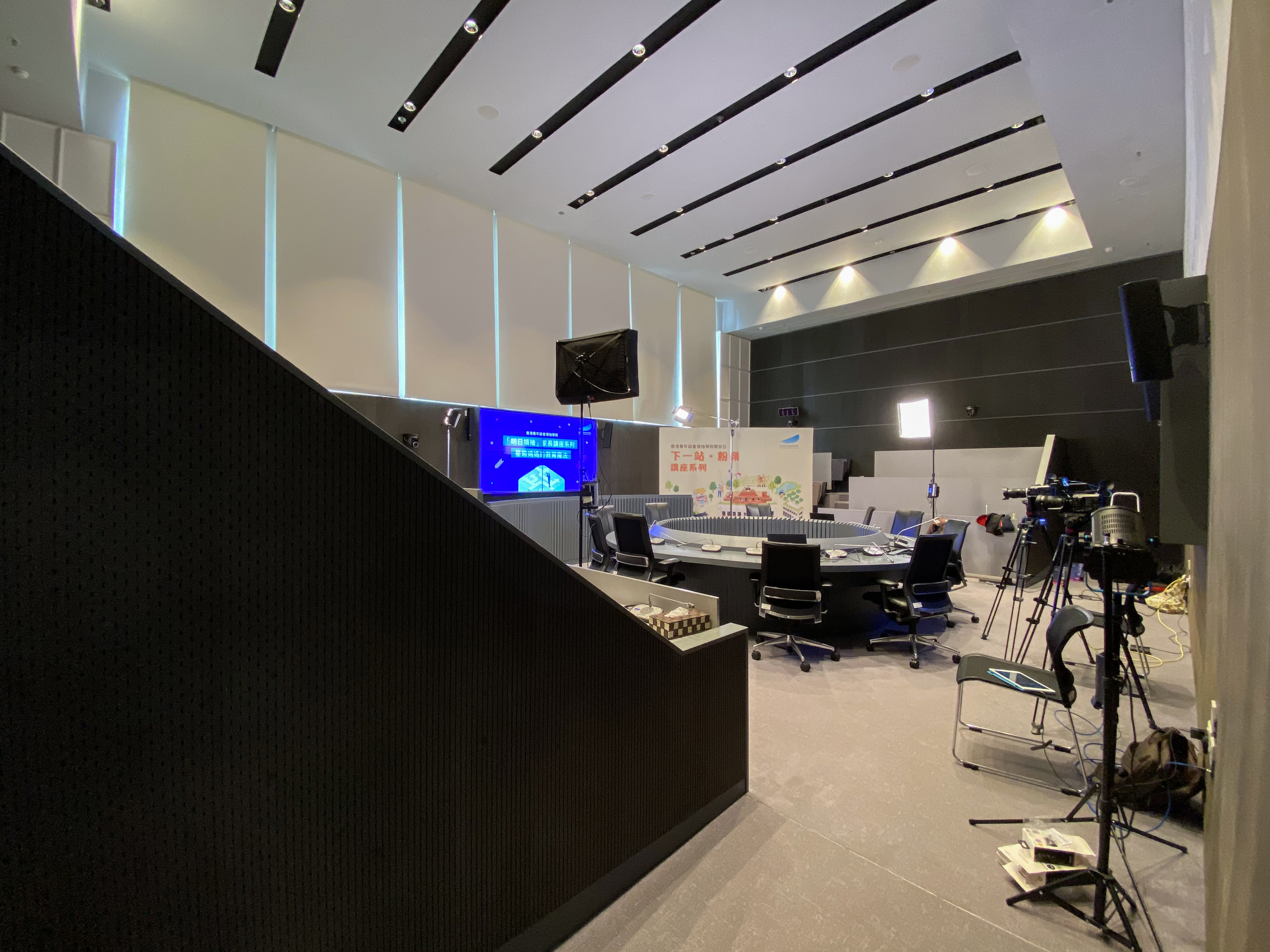
1樓的1號法庭改建為數碼辯論演說廳
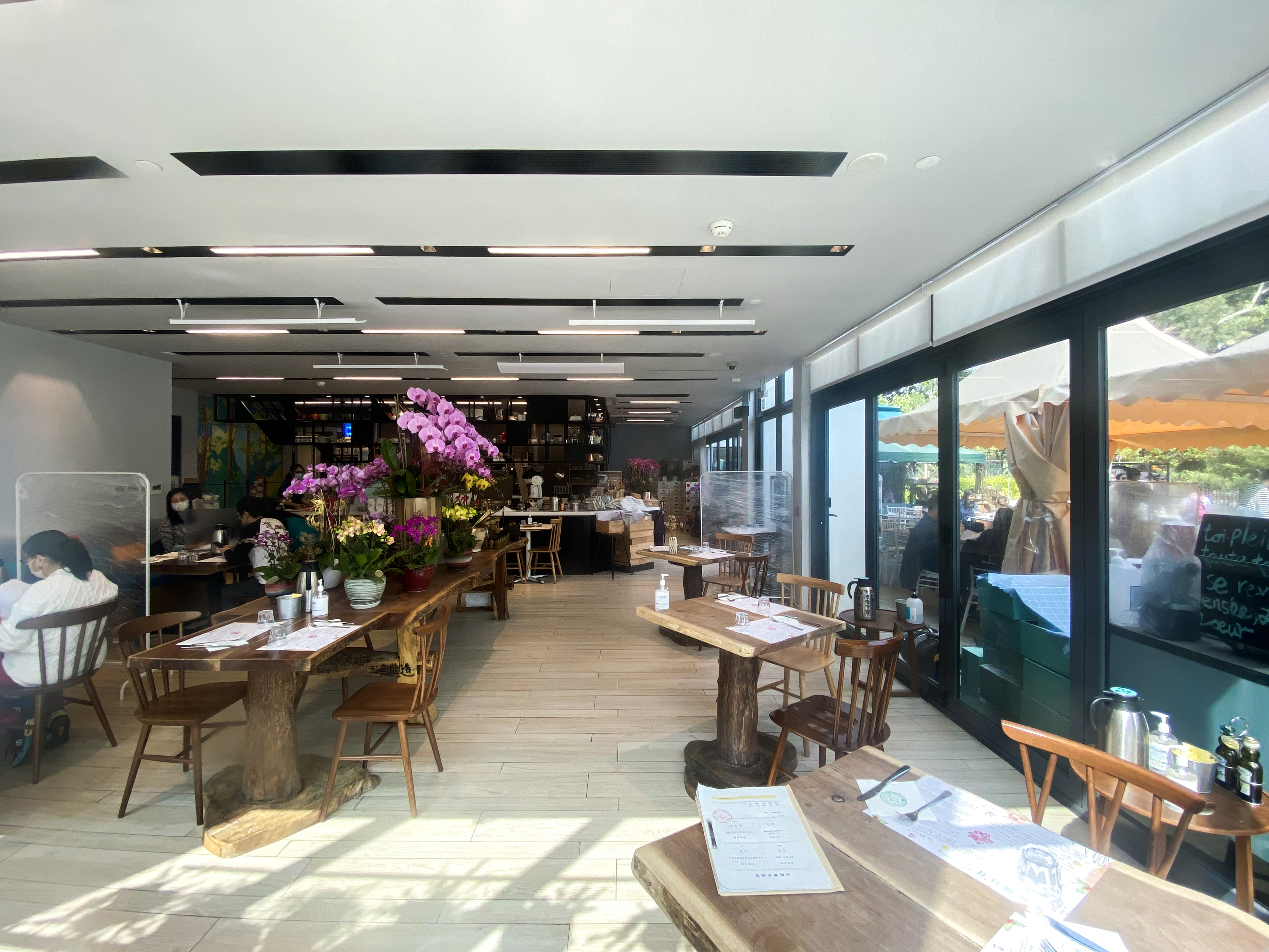
法院外的餐廳

## 建築特色

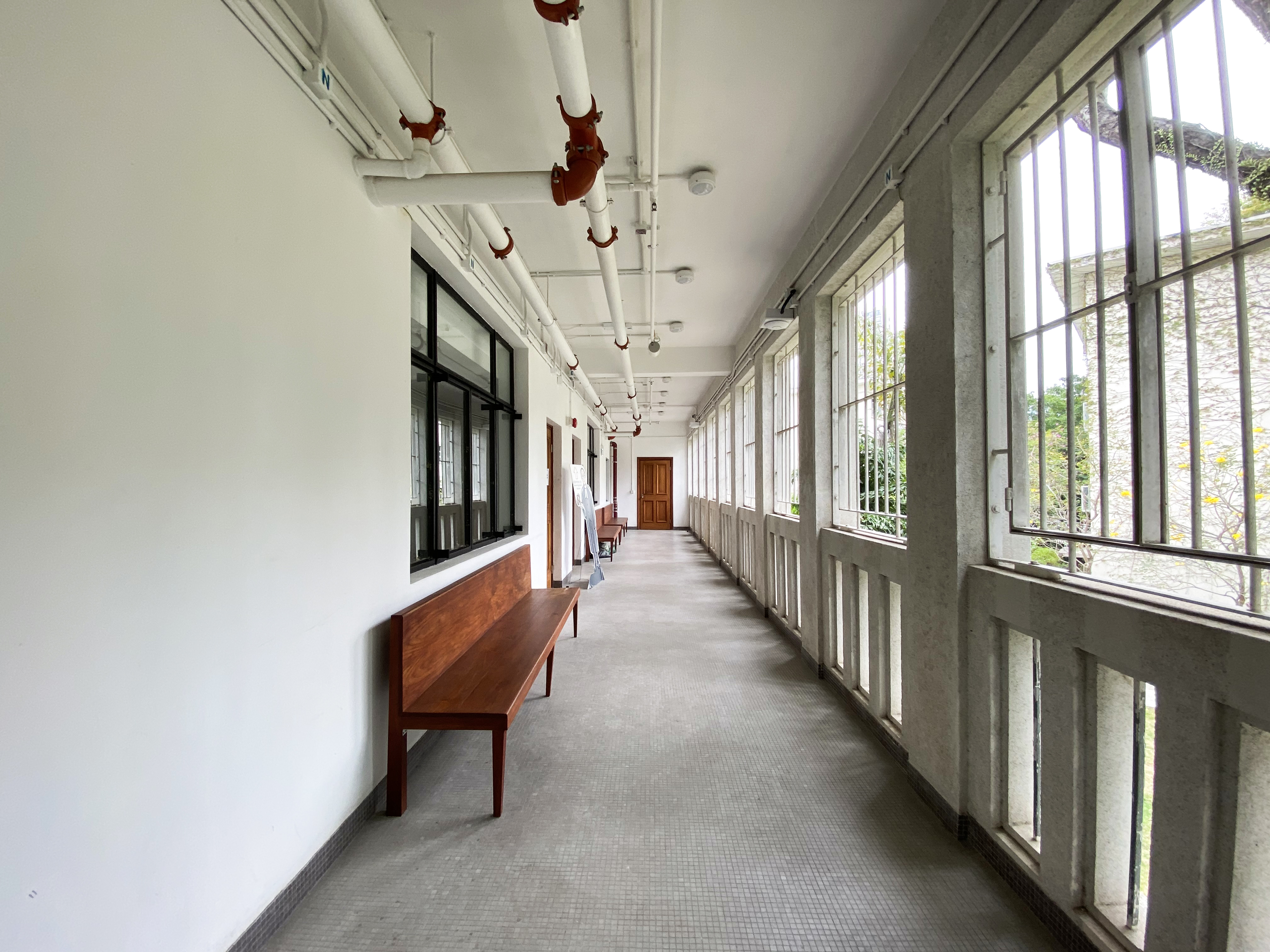
半露天走廊

前粉嶺裁判法院大樓是典型50年代的政府建築。建築風格與同年興建的深水埗北九龍裁判法院十分相似。但相比之下，粉嶺法院的建築規模較小，大樓只有兩層高，內部則只設兩個法庭。正面外牆主要有稍微向外伸展的雙層簷篷及多層高的窄長型窗戶，展現出簡化的新古典主義建築風格，突出法院莊嚴的本質。側面外牆亦有充滿新古典建築特色的門框和樑托。大樓內部的中庭大堂設有中央天井，以引入自然光線，兩旁附有一條設有裝飾鐵製扶手的樓梯，由地下大門直達上層的法庭。法院採用當時較為經濟的裝修物料，例如馬賽克瓷磚、人造石磚、水磨石磚、塗漆等。法院設有數個入口通道，法官、犯人及公眾在法院內分別使用不同的入口，反映出香港重視司法獨立的制度。

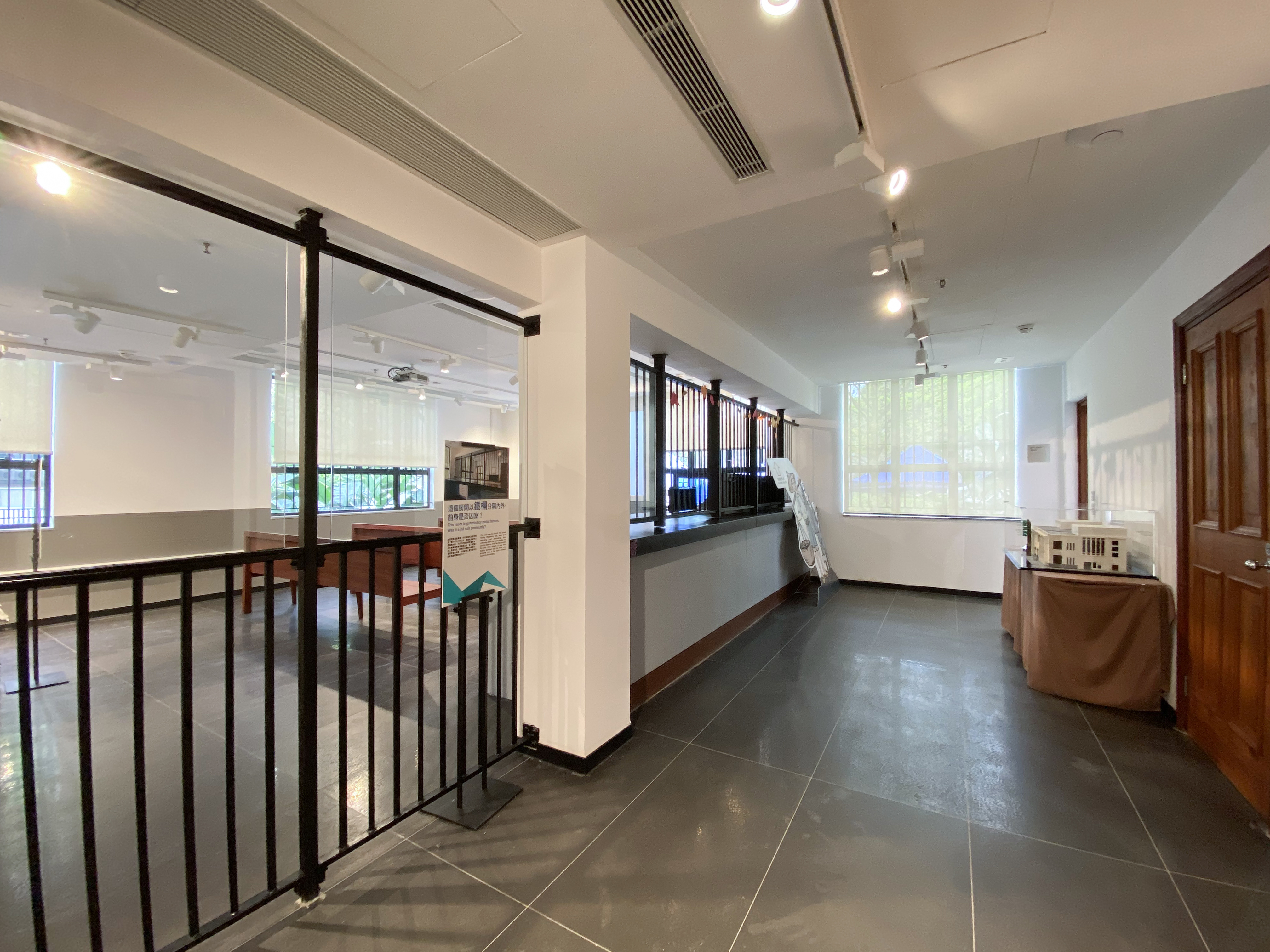
繳費處活化為保育廊
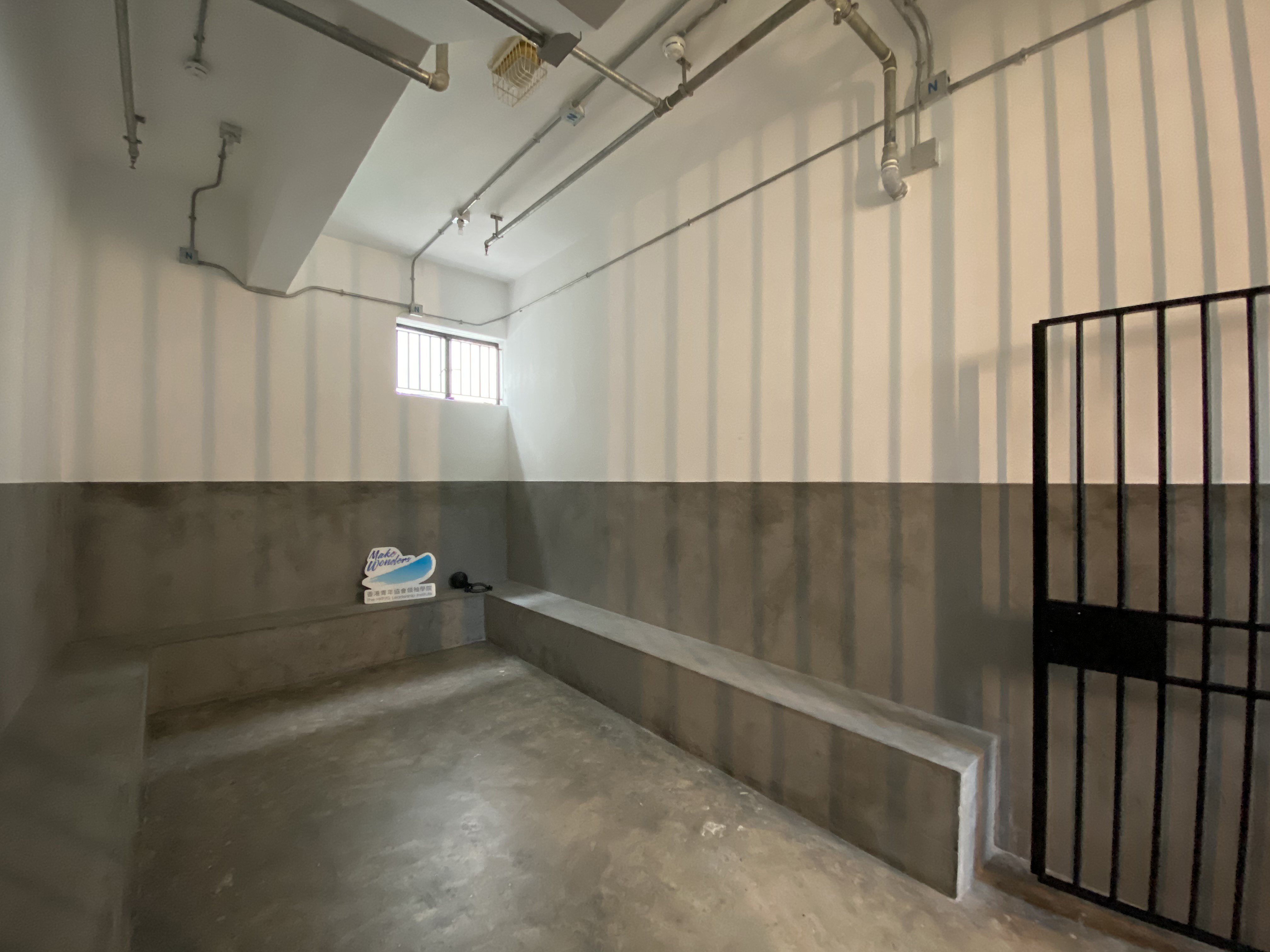
羈留所
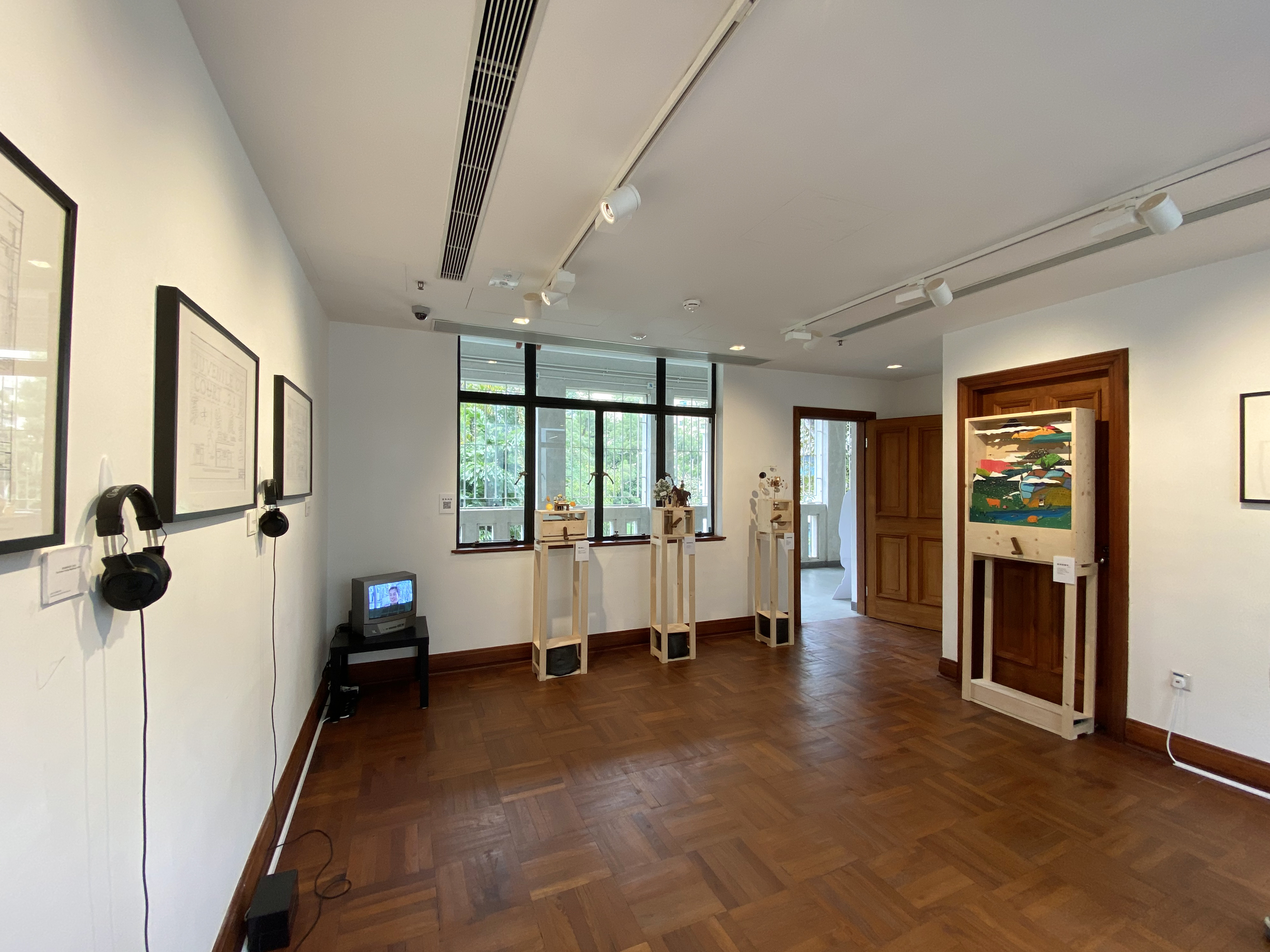
前裁判官辦公室變成展示法院圖則和藝術展品的地方
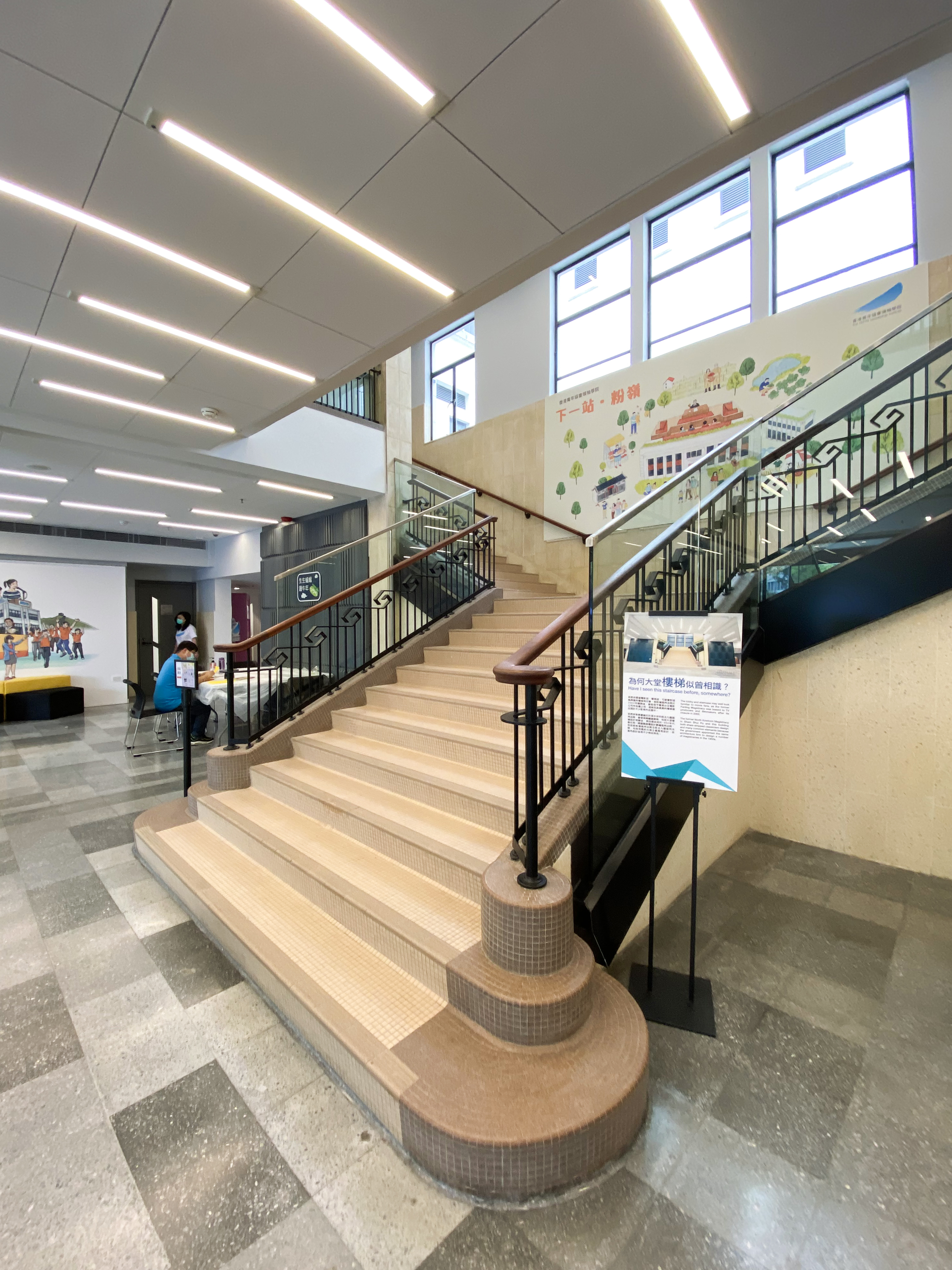
樓梯地台採用馬賽克瓷磚，配上鐵製扶手

## 外部連結
- 香港青年協會領袖學院 （页面存档备份，存于）